# Ilybiosoma brevicolle
Ilybiosoma brevicolle är en skalbaggsart som först beskrevs av Leconte 1857.  Ilybiosoma brevicolle ingår i släktet Ilybiosoma och familjen dykare. Inga underarter finns listade i Catalogue of Life.